# Tour de Lombardie 2007
La 101e édition de la course cycliste Tour de Lombardie a eu lieu le 20 octobre 2007, entre Varèse et Côme (242 km). L'épreuve faisait partie de l'UCI ProTour 2007.

## La course
L'Italien Damiano Cunego (Lampre) remporte pour la deuxième fois le Tour de Lombardie, la dernière classique de la saison cycliste, courue sur 242 kilomètres, à une vitesse moyenne de 41,156 kilomètres par heure. Cunego, déjà vainqueur en 2004, a devancé au sprint son compatriote Riccardo Riccò.
Le duo qui s'est détaché dans la dernière difficulté à moins de 7 kilomètres de l'arrivée, a devancé de quelques secondes un petit groupe réglé par l'Espagnol Samuel Sánchez, deuxième l'année passée. 
Le Luxembourgeois Fränk Schleck, le favori de la course, a perdu toute chance en touchant la roue d'un autre coureur (Vladimir Gusev) alors qu'il figurait dans le groupe de tête à 10 kilomètres de l'arrivée. 
Dans la dernière montée, le San Fermo della Battaglia, Ricco tenté de lâcher son compatriote en vain. Ils ont donc basculer au sommet, à 5,7 kilomètres de la ligne, avec quelques secondes d'avance sur leurs poursuivants.
Le champion du monde, l'Italien Paolo Bettini, vainqueur des deux dernières éditions, a été distancé dès le Ghisallo, la principale difficulté du parcours à une cinquantaine de kilomètres de l'arrivée. S'il est revenu ensuite sur le groupe des favoris, le Toscan a de nouveau lâché prise ensuite sur l'accélération de Frank Schleck dans le Civiglio, l'avant-dernier obstacle.
Âgé de 26 ans, Cunego s'était révélé en 2004 en gagnant coup sur coup le Giro, quelques mois avant d'enlever le Tour de Lombardie. Cette saison, le coureur de Vérone a notamment remporté le Tour du Trentin et le Grand Prix Bruno Beghelli. Il obtint également la cinquième place du Giro.

## Classement final
|    | Coureur            | Pays       | Équipe                    | Temps           | Points UCI ProTour |
| -- | ------------------ | ---------- | ------------------------- | --------------- | ------------------ |
| 1  | Damiano Cunego     | Italie     | Lampre-Fondital           | 5 h 52 min 48 s | 50                 |
| 2  | Riccardo Riccò     | Italie     | Saunier Duval-Prodir      | 0 s             | 40                 |
| 3  | Samuel Sánchez     | Espagne    | Euskaltel-Euskadi         | + 10 s          | 35                 |
| 4  | Andy Schleck       | Luxembourg | CSC                       | 10 s            | 30                 |
| 5  | Davide Rebellin    | Italie     | Gerolsteiner              | 10 s            | 25                 |
| 6  | Cadel Evans        | Australie  | Predictor-Lotto           | 10 s            | 20                 |
| 7  | Luca Mazzanti      | Italie     | Ceramica Panaria-Navigare | 10 s            | -                  |
| 8  | Thomas Dekker      | Pays-Bas   | Rabobank                  | 10 s            | 10                 |
| 9  | Giovanni Visconti  | Italie     | Quick Step-Innergetic     | + 16 s          | 5                  |
| 10 | Christopher Horner | États-Unis | Predictor-Lotto           | 16 s            | 2                  |

Il y avait 179 coureurs au départ et 104 classés.